# Fidel Miño
Fidel Ramón Miño (Itauguá, 24 aprile 1957) è un ex calciatore paraguaiano, di ruolo centrocampista.

## Carriera

### Club
Ha giocato nella massima serie paraguaiana con Sol de América, Club Nacional, Club Olimpia e Sportivo Luqueño.

### Nazionale
Ha giocato 11 partite in nazionale, partecipando alla Copa América 1983.

## Palmarès

### Club

#### Competizioni nazionali
- Campionato paraguaiano: 4

Olimpia: 1983, 1985, 1988, 1989

#### Competizioni internazionali
- Coppa Libertadores: 1

Olimpia: 1990
- Supercoppa Sudamericana: 1

Olimpia: 1990